# Carmacks
Carmacks (offiziell Village of Carmacks) ist eine Gemeinde  am Yukon River im kanadischen Territorium Yukon mit rund 500 Einwohnern. Sie ist eine von nur acht offiziellen Gemeinden im Territorium und hat rechtlich den Statuts eines Dorfes (englisch Village).
Indianer der Little Salmon/Carmacks First Nation leben in der Region. Der Ort ist nach George Carmack, einem Goldsucher, dem lange Zeit der Goldfund am Bonanza Creek zugeschrieben wurde, der den Goldrausch am Klondike River auslöste, benannt. In den 1890er-Jahren entdeckte er nahe der heutigen Stadt ein Kohlenflöz. In der Gegend um Carmacks gibt es reichhaltige Vorkommen an Kohle, Kupfer und Gold, die industriell abgebaut werden.
Zur Kultur der nördlichen Tutchone informiert das Tagé Cho Hudän Interpretive Centre.

## Demografie
Die offizielle Volkszählung, der Census 2016, ergab für die Ansiedlung eine Bevölkerungszahl von 493 Einwohnern, nachdem der Zensus 2011 für die Gemeinde noch eine Bevölkerungszahl von 503 Einwohnern ergab. Die Bevölkerung nahm damit im Vergleich zum letzten Zensus im Jahr 2011 um 2,0 % ab und entwickelte sich entgegen dem Durchschnitt des Territoriums, dort mit einer Bevölkerungszunahme von 5,8 %. Im Zensuszeitraum 2006 bis 2011 hatte die Einwohnerzahl in der Gemeinde noch um 18,3 % zugenommen, während sie im Durchschnitt des Territoriums nur um 11,6 % zunahm.
Zum Zensus 2016 lag das Durchschnittsalter der Einwohner bei 36,6 Jahren und damit weit unter dem Durchschnitt des Territoriums von 39,1 Jahren. Das Medianalter der Einwohner wurde mit 36,7 Jahren ermittelt. Das Medianalter aller Einwohner des Territoriums lag 2016 bei 39,5 Jahren. Zum Zensus 2011 wurde für die Einwohner der Gemeinde noch ein Medianalter von 34,3 Jahren ermittelt, bzw. für die Einwohner der Territoriums bei 39,1 Jahren. 
Die letzte offizielle Volkszählung, der Census 2021, ergab für die Ansiedlung eine Bevölkerungszahl von 588 Einwohnern.

## Verkehr
Der Ort liegt am Klondike Highway und bildet den westlichen Endpunkt des Robert Campbell Highways. Eine von vier Brücken über den Yukon befindet sich in Carmacks. Etwa 7 Kilometer westlich der Gemeinde befindet sich der örtliche Flugplatz (IATA-Code: -, ICAO-Code: -, TC-LID: CEX4). Der Flugplatz verfügt nur über eine Start- und Landebahn von 639 Meter Länge.